# Campionato italiano di pallamano maschile Under 20
Le Finali Nazionali U20 maschili sono la fase finale a livello nazionale della categoria Under 20 maschile.

## Squadre Partecipanti
Le squadre qualificate sono le squadre che hanno conseguito il titolo di campione regionale e le squadre che ne hanno fatto richiesta. Alle semifinali accedono le prime classificate di ogni girone più la miglior seconda.
| Squadre campioni regionali | Squadre campioni regionali | Squadre campioni regionali | Squadre campioni regionali |
| -------------------------- | -------------------------- | -------------------------- | -------------------------- |
| Fondi                      | Bologna United             | Chiaravalle                | Pressano                   |
| Emmeti                     | Spezia                     | Molteno                    | Verdeazzurro               |
| Valentino Ferrara          | Black Devils               |                            |                            |
| Squadre ammesse            |                            |                            |                            |
| Parma                      | Malo                       | Faenza 1983                | Savena                     |

## Girone A

### Classifica
|  | Pos. | Squadra | Pt | G | V | N | S | GF | GS  | D   | Note                                 |
|  | ---- | ------- | -- | - | - | - | - | -- | --- | --- | ------------------------------------ |
|  | 1.   | Molteno | 6  | 3 | 3 | 0 | 0 | 98 | 52  | +46 | Qualificato alle semifinali scudetto |
|  | 2.   | Emmeti  | 4  | 3 | 2 | 0 | 1 | 87 | 64  | +23 |                                      |
|  | 3.   | Fondi   | 2  | 3 | 1 | 0 | 2 | 71 | 105 | -34 |                                      |
|  | 4.   | Savena  | 0  | 3 | 0 | 0 | 3 | 65 | 100 | -35 |                                      |

## Girone B

### Classifica
|  | Pos. | Squadra        | Pt | G | V | N | S | GF  | GS  | D   | Note                                 |
|  | ---- | -------------- | -- | - | - | - | - | --- | --- | --- | ------------------------------------ |
|  | 1.   | Pressano       | 6  | 4 | 3 | 0 | 1 | 116 | 94  | +22 | Qualificato alle semifinali scudetto |
|  | 2.   | Bologna United | 6  | 4 | 3 | 0 | 1 | 107 | 88  | +19 |                                      |
|  | 3.   | Black Devils   | 6  | 4 | 3 | 0 | 1 | 105 | 90  | +15 |                                      |
|  | 4.   | Parma          | 2  | 4 | 1 | 0 | 3 | 84  | 114 | -30 |                                      |
|  | 5.   | Malo           | 0  | 4 | 0 | 0 | 4 | 84  | 110 | -26 |                                      |

## Girone C

### Classifica
|  | Pos. | Squadra           | Pt | G | V | N | S | GF  | GS  | D   | Note                                 |
|  | ---- | ----------------- | -- | - | - | - | - | --- | --- | --- | ------------------------------------ |
|  | 1.   | Verdeazzurro      | 7  | 4 | 3 | 1 | 0 | 125 | 96  | +29 | Qualificato alle semifinali scudetto |
|  | 2.   | Valentino Ferrara | 6  | 4 | 3 | 0 | 1 | 137 | 89  | +48 | Qualificato alle semifinali scudetto |
|  | 3.   | Faenza 1983       | 5  | 4 | 2 | 1 | 1 | 104 | 96  | +8  |                                      |
|  | 4.   | Chiaravalle       | 2  | 4 | 1 | 0 | 3 | 84  | 110 | -26 |                                      |
|  | 5.   | Spezia            | 0  | 4 | 0 | 0 | 4 | 74  | 133 | -59 |                                      |

## Tabellone

### Tabellone 1º-4º posto
|  | Semifinali 1º-4º posto | Semifinali 1º-4º posto | Semifinali 1º-4º posto |            |             | Finale 1º posto      | Finale 1º posto      | Finale 1º posto |  |
|  |                        |                        |                        |            |             |                      |                      |                 |  |
|  | 1B Pressano            | 1B Pressano            | 30                     |            |             |                      |                      |                 |  |
|  | 1B Pressano            | 1B Pressano            | 30                     |            |             |                      |                      |                 |  |
|  | 2C Valentino Ferrara   | 2C Valentino Ferrara   | 18                     |            |             |                      |                      |                 |  |
|  | 2C Valentino Ferrara   | 2C Valentino Ferrara   | 18                     |            | 1B Pressano | 1B Pressano          | 27                   |                 |  |
|  |                        |                        |                        |            | 1B Pressano | 1B Pressano          | 27                   |                 |  |
|  |                        |                        | 1A Molteno             | 1A Molteno | 28          |                      |                      |                 |  |
|  | 1A Molteno             | 1A Molteno             | 1A Molteno             | 1A Molteno | 28          | 29                   |                      |                 |  |
|  | 1A Molteno             | 1A Molteno             |                        |            |             | 29                   |                      |                 |  |
|  | 1C Verdeazzurro        | 1C Verdeazzurro        | 23                     |            |             | Finale 3º posto      | Finale 3º posto      | Finale 3º posto |  |
|  | 1C Verdeazzurro        | 1C Verdeazzurro        | 23                     |            |             |                      |                      |                 |  |
|  |                        |                        |                        |            |             |                      |                      |                 |  |
|  |                        |                        |                        |            |             | 2C Valentino Ferrara | 2C Valentino Ferrara | 33              |  |
|  |                        |                        |                        |            |             | 2C Valentino Ferrara | 2C Valentino Ferrara | 33              |  |
|  |                        |                        |                        |            |             | 1C Verdeazzurro      | 1C Verdeazzurro      | 22              |  |

## Campioni
| Vincitore Finali Nazionali 2016-2017 |
| ------------------------------------ |
| Molteno 1º titolo                    |